# Пам'ятник Анатолію Балабусі
Пам'ятник Анатолію Балабусі — пам'ятник піонеру-герою, встановлений в Маріуполі, Донецька область України.

## Історія
Пам'ятник Толі Балабусі встановлено біля перехрестя проспектів адміралів Нахімова та Луніна у Приморському районі міста. Побудований на гроші, зароблені учнями маріупольської середньої школи № 31.
Урочисте закладання монумента на місці загибелі піонера відбулося 1 червня 1965 року — у День захисту дітей. Напередодні 50-річчя Великої Жовтневої соціалістичної революції — 5 листопада 1965 року відбулося відкриття пам'ятника: зі стели з сірого граніту виривається фігура хлопчика в червоній піонерській краватці. Постамент пам'ятника виконаний із темного граніту, біля його підстави розташована нахилена пам'ятна дошка з написом: «На цьому місці 10 вересня 1943 р. загинув піонер АНАТОЛІЙ БАЛАБУХА, беручи участь у звільненні рідного міста від німецько-фашистських загарбників». Зверху стели слова: «ПІОНЕРУ-ГЕРОЮ». Автором та скульптором пам'ятника став учитель історії СШ № 31 Леонард Трохимович Марченко.
У травні 2011 року біля нього було проведено церемонію прийняття дітей в піонери. На початку травня 2021 року в рамках «Толоки Пам'яті 1941—1945 років» депутати-опозиціонери Маріупольської міськради висадили квіти, облагородили територію, зашпаклювали та пофарбували пам'ятник.
Монумент неодноразово піддавався актам вандалізму. У 2010 році була зроблена на народні засоби його реконструкція. Майданчик перед ним викладено тротуарною плиткою, є клумба та вазони з квітами.

## Пам'ять
- Вулицю, де жив Анатолій Балабуха, перейменували на його честь, і тепер вона називається вулицею Піонера Балабухи.
- Письменник Павло Безсонов написав повість «Вересневий ранок», а поети Микола Берилов та Антон Шапурма — вірші, присвячені юному герою-піонеру.[6]